# تنظيم إدارة التجارب السريرية
نظام إدارة التجارب السريرية (بالإنجليزية: Clinical trial management system)‏ هو نظام برمجيات تستخدمه التكنولوجيا الحيوية والصناعات الدوائية لإدارة التجارب السريرية في مجال البحوث السريرية. يحافظ النظام على التخطيط ويديره، وظائف الآداء والإبلاغ، معلومات الإتصال بالمشاركين، يتعقب الموعد النهائي لإتمام الأمر.

## المصطلحات المستخدمة
السريرية هي مصطلح يستخدم في الصناعة الصيدلانية البيولوجية في تجربة تكنولوجيا التشغيل الآلي.
في الأصل تم استخدام السريرية الإلكترونية للإشارة إلى أي تقنية مستخدمة.
دون تعريف أكثر تحديداً، استخدمت الصناعة السريرية الإلكترونية لتسمية تقنيات مثل التقاط البيانات الإلكتروني، لنظام إدارة التجارب السريرية أو نظام إمداد تجربة بشكل عشوائي الاستخدام الشائع لنظام الاستجابة، وفي الآونة الأخيرة، تطور المصطلح ليشمل «عملية الأعمال» بأكملها بدلاً من التكنولوجيا الفردية
ومن أمثلة «الحل السريري الإلكتروني» الجمع بين نظام EDC ونظام IVR حيث تتم مشاركة البيانات الشائعة بطريقة تلغي الحاجة إلى إدخال المستخدمين نفس البيانات أو تنفيذ نفس الإجراء في كلا التطبيقين. كان التحول في تعريف السريرية الإلكترونية جزءاً طبيعياً من تطور الصناعة في البحث عن طرق أفضل لإستخدام تقنيات متعددة معاً في التجارب السريرية.

## معلومات أساسية
في حين ساعد الحل الفردي على أتمته مجالات تطبيقات معينة أو تبسيطها، وقد أدى الحفاظ على نظام المتعدد يحتوى على بيانات ووظائف تتجاوز فترة الهفوات إلى حدوث أوجه قصور كبيره.
وقد وجدت الصناعة أن إزالة الاختلافات في البيانات بين النظام قد قلل من أنشطة تسوية البيانات وساعد على ضمان أن يكون لدى المسؤولين عن التجارب السريرية دائماً معلومات دقيقة ومستخدمة للبيانات 
مع تزايد عدد التطبيقات ذات الصلة مع زيادة وصف EDC والتكنولوجيا الأخرى، وقد زادت مشاكل ازدواج البيانات والتكرار في العملية.
ونتيجة لذلك، فإن السعي إلى إنشاء مجموعة تقنية متكاملة لتبسيط سير العمل وتحسين الإنتاجية من خلال تقليل الحاجة إلى إدخال الموظفين الداخلين للبيانات.

## الهدف
في كثير من الأحيان، يوفر نظام إدارة التجارب السريرية بيانات لنظام المعلومات المهنية، التي تعمل كلوحة شرطة رقمية لمديري البرامج التجريبية.
 وتسمح نظم إدارة عمليات نقل البيانات للخبراء بسهولة الوصول إلى البيانات المركزية وبالتالي تقليل عدد المحاكمات المتأخرة.
يمكن للكفيل العمل مع قاعدة بيانات لجهة الإتصال البحثية السابقة وأسماء المتطوعين المناسبين للمشاركة في محاكمة معينة.
أنظمة إدارة التجارب السريرية فعالة من حيث التكلفة والوقت كما يمكن إستخدامها لجمع المعلومات وتنظيمها ومشاركتها مع أنظمة مختلفة.
ويمكن أن يسهل هذا النظام تحديد المواقع وتعيينهم كما أنها توفر تحكم في تسجيل الأشخاص الخاضعين للتجارب وبيانات الأشخاص وتعقبها.

## الوظيفة والتكوينات
في المراحل الأولى من التجارب السريرية، عندما يكون عدد المرضى والاختبار صغيراً، عادة ما يستخدم البرنامج داخل الشركة أو داخل المنزل لمعالجة البيانات الخاصة بها.
وفي المراحل اللاحقة، تزداد أحكام البيانات وتعقيداتها، تحفيز العديد من المنظمات على اعتماد برمجيات أكثر شمولية.
تتضمن وضع ميزانية، معالجة المريض، الإلتزام مع قوانين الحكومة، إدارة المشروع، المالية، توظيف وإدارة المسؤولين عن المرضى، إدارة الباحث والتوافق التنظيمي والتوافق مع النظم الأخرى كالنظم الإلكترونية لتسجيل البيانات والإبلاغ عن الأحداث الضارة.
بالإضافة إلى الصناعات الدوائية والتكنولوجيا الحيوية، وتستخدم نظم إدارة المواد التي تستخدم على نطاق واسع في المواقع التي تجرى فيها البحوث السريرية مثل مستشفى البحوث، التدريب العملي والطبي، المراكز الطبية الأكاديمية ومراكز السرطان، بينما شركات الأدوية قد توفر التجارب السريرية التي ترعاها هذه الشركة للمواقع التي تشارك في التجارب، قد تقوم المواقع بتشغيل نقاط تقييم الحالة لدعم العمليات اليومية في مناطق مثل إجراء دراسة الجدوى، تبسيط سير عمل منسقي المحاكمات والمحققين، توفير مكان مركزي لتوفير كافة المعلومات المتعلقه بالتجارب، وتحسين إدارة البيانات السريرية عن طريق تجهيز الموظفين، بما في ذلك الإحصائيين ومسؤولوا قواعد البيانات، بعض نظم CTMSs تعتمد على السحابة ويتم توفيرها في شكل خدمة (SaaS) بينما تتطلب الأجهزة الأخرى خوادم مخصصة.